# 藤原義子
藤原义子（974年（天延二年）—1053年（天喜元年閏七月）），日本平安时代中期一条天皇的后妃之一。父太政大臣藤原公季，母有明亲王之女。

## 人物生平
藤原义子为藤原公季的长女，于长德二年（996年）7月20傍晚入一条天皇后宫，年22岁，长一条天皇6岁，时父亲为内大臣。不久即封女御。

随着义子的入内，打破了一条天皇自成年成婚以来后宫只有一位正宫皇后藤原定子的局面。当时定子皇后正因兄弟藤原伊周、藤原隆家犯下箭射花山法皇之罪而引咎出宫。

长保二年(1000年)，授义子从三位。宽弘二年（1005年），进从二位。宽弘八年六月二十二日（1011年7月25日）一条天皇驾崩，义子与天皇之间无子女。一条天皇死后，义子并不像他的另两位女御藤原元子和藤原尊子那样改嫁他人，而是选择守寡。万寿三年(1027年)，义子落发为尼。天喜元年闰七月，义子薨，享年八十岁。世称弘徽殿女御。